# Turkiet i olympiska sommarspelen 2008
Turkiet i olympiska sommarspelen 2008 bestod av 67 idrottare som blivit uttagna av Turkiets olympiska kommitté.

## Medaljörer
| Medalj | Namn              | Sport         | Gren                                      |
| ------ | ----------------- | ------------- | ----------------------------------------- |
| 1      | Ramazan Şahin     | Brottning     | Herrarnas lättvikt fristil                |
| DIS    | Elvan Abeylegesse | Friidrott     | Damernas 5 000 m                          |
| DIS    | Elvan Abeylegesse | Friidrott     | Damernas 10 000 m                         |
| 2      | Azize Tanrıkulu   | Taekwondo     | Damernas 57 kg                            |
| DIS    | Sibel Özkan       | Tyngdlyftning | Damernas 48 kg                            |
| 3      | Yakup Kılıç       | Boxning       | Fjädervikt                                |
| 3      | Nazmi Avluca      | Brottning     | Herrarnas mellanvikt grekisk-romersk stil |
| 3      | Servet Tazegül    | Taekwondo     | Herrarnas 68 kg                           |

1. ↑  Diskvalificerad[2]
2. ↑  Diskvalificerad[2]
3. ↑  Diskvalificerad[3]

## Bordtennis
- Huvudartikel: Bordtennis vid olympiska sommarspelen 2008
- Singel, herrar

| Idrottare | Gren   | Grundomgång           | Omgång 1                | Omgång 2             | Omgång 3             | Omgång 4             | Kvartsfinal          | Semifinal            | Final                |
| Idrottare | Gren   | Motståndare Resultat  | Motståndare Resultat    | Motståndare Resultat | Motståndare Resultat | Motståndare Resultat | Motståndare Resultat | Motståndare Resultat | Motståndare Resultat |
| --------- | ------ | --------------------- | ----------------------- | -------------------- | -------------------- | -------------------- | -------------------- | -------------------- | -------------------- |
| Cem Zeng  | Singel | Merotohun (NGR) W 4-2 | Karakašević (SRB) L 1-4 | Gick inte vidare     | Gick inte vidare     | Gick inte vidare     | Gick inte vidare     | Gick inte vidare     | Gick inte vidare     |

- Singel, damer

| Idrottare | Gren   | Grundomgång          | Omgång 1             | Omgång 2             | Omgång 3             | Omgång 4             | Kvartsfinal          | Semifinal            | Final                |
| Idrottare | Gren   | Motståndare Resultat | Motståndare Resultat | Motståndare Resultat | Motståndare Resultat | Motståndare Resultat | Motståndare Resultat | Motståndare Resultat | Motståndare Resultat |
| --------- | ------ | -------------------- | -------------------- | -------------------- | -------------------- | -------------------- | -------------------- | -------------------- | -------------------- |
| Melek Hu  | Singel |                      | Pan (TPE) W 4-1      | Schall (GER) W 4-2   | Fukuhara (JPN) L 1-4 | Gick inte vidare     | Gick inte vidare     | Gick inte vidare     | Gick inte vidare     |

## Boxning
- Huvudartikel: Boxning vid olympiska sommarspelen 2008

| Tävlande          | Viktklass     | Sextondelsfinal       | Åttondelsfinal       | Kvartsfinal          | Semifinal                | Final                |
| Tävlande          | Viktklass     | Motståndare Resultat  | Motståndare Resultat | Motståndare Resultat | Motståndare Resultat     | Motståndare Resultat |
| ----------------- | ------------- | --------------------- | -------------------- | -------------------- | ------------------------ | -------------------- |
| Furkan Ulaş Memiş | Flugvikt      | Kumar (IND) L RET     | Gick inte vidare     | Gick inte vidare     | Gick inte vidare         | Gick inte vidare     |
| Yakup Kılıç       | Fjädervikt    | Bye                   | Shimizu (JPN) W 12-9 | Chadi (ALG) W 13-6   | Lomanchenko (UKR) L 1-10 | Gick inte vidare     |
| Onur Şipal        | Lättvikt      | Pedraza (PUR) L 3-10  | Gick inte vidare     | Gick inte vidare     | Gick inte vidare         | Gick inte vidare     |
| Adem Kılıçcı      | Weltervikt    | Saunders (GBR) L 3-14 | Gick inte vidare     | Gick inte vidare     | Gick inte vidare         | Gick inte vidare     |
| Bahram Muzaffer   | Lätt tungvikt | Aziz (KEN) W 8-3      | Egan (IRL) L 2-10    | Gick inte vidare     | Gick inte vidare         | Gick inte vidare     |

## Brottning
- Huvudartikel: Brottning vid olympiska sommarspelen 2008

| Tävlande       | Gren                           | Kvalifikation                   | 1/8 Final                       | Kvartsfinal                         | Semifinal                              | Final                                    | Placering |
| Tävlande       | Gren                           | Motståndare Resultat            | Motståndare Resultat            | Motståndare Resultat                | Motståndare Resultat                   | Motståndare Resultat                     | Placering |
| -------------- | ------------------------------ | ------------------------------- | ------------------------------- | ----------------------------------- | -------------------------------------- | ---------------------------------------- | --------- |
| Sezar Akgül    | Fristil, bantamvikt            | Bye                             | Matsunaga (JPN) L 0–5, 0–3      | Repechage Diatta (SEN) W 1–0, 1–0   | Repechage Mansurov (UZB) L 0–4, 0–4    | Gick inte vidare                         | 7         |
| Tevfik Odabaşı | Fristil, fjädervikt            | Ramazanov (MKD) L 7–0, 0–2, 0–2 | Gick inte vidare                | Gick inte vidare                    | Gick inte vidare                       | Gick inte vidare                         | 16        |
| Ramazan Şahin  | Fristil, lättvikt              | Bye                             | Garzon (CUB) W 1–0, 7–4         | Taghavi (IRI) W 3–0, 3–1            | Tunshishvili (GEO) W 1–0, 3–1          | Stadnik (UKR) W 2–2, 2–1, 2–1            |           |
| Ahmet Gülhan   | Fristil, weltervikt            | Abdo (AUS) W 1–0, 2–0           | Saitiev (RUS) L 0–1, 0–4        | Repechage Cho (KOR) L 0–1, 2–0, 1–2 | Gick inte vidare                       | Gick inte vidare                         | 9         |
| Serhat Balcı   | Fristil, mellanvikt            | Bye                             | Cross (CAN) W 1–1, 1–1          | Salas (CUB) W 1–0, 2–0              | Abdusalomov (TJK) L 0–3, 0–1           | 3rd place match Danko (UKR) L 0–1, 0–2   | 5         |
| Hakan Koç      | Fristil, tungvikt              | Bye                             | Kehrer (GER) W 1–0, 1–1         | Muradov (RUS) L 0–1, 0–2            | Repechage Tibilov (UKR) L 0–1, 1–3     | Gick inte vidare                         | 7         |
| Aydın Polatçı  | Fristil, supertungvikt         | Bye                             | Ishchenko (UKR) W 0–3, 1–0, 1–0 | Mutalimov (KAZ) L 0–1, 2–1, 0–2     | Gick inte vidare                       | Gick inte vidare                         | 8         |
| Soner Sucu     | Grekisk-romersk, fjädervikt    | Bye                             | Albiev (RUS) L 0–6, 0–6         | Bye                                 | Repechage Monzón (CUB) L 3–1, 2–4, 1–1 | Gick inte vidare                         | 7         |
| Şeref Eroğlu   | Grekisk-romersk, lättvikt      | Gergov (BUL) L 1–1, 1–2         | Gick inte vidare                | Gick inte vidare                    | Gick inte vidare                       | Gick inte vidare                         | 16        |
| Şeref Tüfenk   | Grekisk-romersk, weltervikt    | Abdulov (AZE) L 1–2 1–1         | Gick inte vidare                | Gick inte vidare                    | Gick inte vidare                       | Gick inte vidare                         | 16        |
| Nazmi Avluca   | Grekisk-romersk, mellanvikt    | Bye                             | Khasaia (GEO) W 4–0, 1–1        | Tahmasebi (IRI) W 2–2, 2–0          | Fodor (HUN) L 1–2, 1–1                 | 3rd place match Ma (CHN) W 0–4, 5–0, 6–0 |           |
| Mehmet Özal    | Grekisk-romersk, tungvikt      | Kryoka (UKR) W 4–2, 1–2, 1–1    | Ežerskis (LTU) L 2–2, 1–2, 1–3  | Gick inte vidare                    | Gick inte vidare                       | Gick inte vidare                         | 11        |
| Rıza Kayaalp   | Grekisk-romersk, supertungvikt | Bye                             | Mizgaitis (LTU) L 1–1, 1–3      | Gick inte vidare                    | Gick inte vidare                       | Gick inte vidare                         | 11        |

## Bågskytte
- Huvudartikel: Bågskytte vid olympiska sommarspelen 2008
- Herrar

| Namn         | Gren         | Rankingrunda | Rankingrunda | 32-delsfinal          | 16-delsfinal        | 8-delsfinal      | Kvartsfinal      | Semifinal        | Final            | Final            |                  |
| Namn         | Gren         | Poäng        | Seed         | Resultat              | Resultat            | Resultat         | Resultat         | Resultat         | Resultat         | Plats            |                  |
| ------------ | ------------ | ------------ | ------------ | --------------------- | ------------------- | ---------------- | ---------------- | ---------------- | ---------------- | ---------------- | ---------------- |
| Göktuğ Ergin | Individuellt | 660          | 23           | Pombo (POR) 106-103 W | Lee (KOR) 109-117 L | Gick inte vidare | Gick inte vidare | Gick inte vidare | Gick inte vidare | Gick inte vidare | Gick inte vidare |

- Damer

| Namn                | Gren         | Rankingrunda | Rankingrunda | 32-delsfinal             | 16-delsfinal     | 8-delsfinal      | Kvartsfinal      | Semifinal        | Final            | Final            |
| Namn                | Gren         | Poäng        | Seed         | Resultat                 | Resultat         | Resultat         | Resultat         | Resultat         | Resultat         | Plats            |
| ------------------- | ------------ | ------------ | ------------ | ------------------------ | ---------------- | ---------------- | ---------------- | ---------------- | ---------------- | ---------------- |
| Zekiye Keskin Şatır | Individuellt | 644          | 16           | Romantzi (GRE) 103-105 L | Gick inte vidare | Gick inte vidare | Gick inte vidare | Gick inte vidare | Gick inte vidare | Gick inte vidare |

## Cykling
- Huvudartikel: Cykling vid olympiska sommarspelen 2008

### Mountainbike
Herrar
| Cyklist     | Gren         | Tid    | Placering |
| ----------- | ------------ | ------ | --------- |
| Bilal Akgül | Mountainbike | 2 varv | 35        |

## Friidrott
- Huvudartikel: Friidrott vid olympiska sommarspelen 2008

Förkortningar
- Noteringar – Placeringarna avser endast löparens eget heat
- Q = Kvalificerad till nästa omgång
- q = Kvalificerade sig till nästa omgång som den snabbaste idrottaren eller, i fältgrenarna, via placering utan att uppnå kvalgränsen.
- NR = Nationellt rekord
- N/A = Omgången ingick inte i grenen
- Bye = Idrottaren behövde inte delta i denna omgång

Herrar
Bana och landsväg
| Idrottare    | Gren           | Heat     | Heat      | Final            | Final            |
| Idrottare    | Gren           | Resultat | Placering | Resultat         | Placering        |
| ------------ | -------------- | -------- | --------- | ---------------- | ---------------- |
| Halil Akkaş  | 3 000 m hinder | 8:44.70  | 12        | Gick inte vidare | Gick inte vidare |
| Selim Bayrak | 5 000 m        | DNS      | DNS       | Gick inte vidare | Gick inte vidare |
| Selim Bayrak | 10 000 m       | i.u.     | i.u.      | 27:29.33         | 11               |
| Abdil Ceylan | Maraton        | i.u.     | i.u.      | 2:31:43          | 71               |
| Recep Çelik  | 20 km gång     | i.u.     | i.u.      | 1:32:54          | 49               |

Fältgrenar
| Idrottare           | Gren           | Kval    | Kval      | Final            | Final            |
| Idrottare           | Gren           | Distans | Placering | Distans          | Placering        |
| ------------------- | -------------- | ------- | --------- | ---------------- | ---------------- |
| Eşref Apak          | Släggkastning  | 74.45   | 16        | Gick inte vidare | Gick inte vidare |
| Ercüment Olgundeniz | Diskuskastning | 60.83   | 20        | Gick inte vidare | Gick inte vidare |

Damer
Bana & landsväg
| Idrottare         | Gren           | Heat     | Heat      | Semifinal        | Semifinal        | Final            | Final            |
| Idrottare         | Gren           | Resultat | Placering | Resultat         | Placering        | Resultat         | Placering        |
| ----------------- | -------------- | -------- | --------- | ---------------- | ---------------- | ---------------- | ---------------- |
| Merve Aydın       | 800 m          | 2:04.75  | 4         | Gick inte vidare | Gick inte vidare |                  |                  |
| Alemitu Bekele    | 5 000 m        | 15:10.92 | 3 Q       | i.u.             | i.u.             | 15:48.48         | 7                |
| Elvan Abeylegesse | 5 000 m        | 14:58.79 | 5 Q       | i.u.             | i.u.             | 15:42.74         | 2                |
| Elvan Abeylegesse | 10 000 m       | i.u.     | i.u.      | i.u.             | i.u.             | 29:56.34         | 2                |
| Aslı Çakır        | 3 000 m hinder | 10:05.76 | 14        | i.u.             | i.u.             | Gick inte vidare | Gick inte vidare |
| Bahar Doğan       | Maraton        | i.u.     | i.u.      | i.u.             | i.u.             | 2:37:12          | 50               |
| Türkan Erişmiş    | 3 000 m hinder | 9:48.54  | 14        | i.u.             | i.u.             | Gick inte vidare | Gick inte vidare |
| Nevin Yanıt       | 100 m häck     | 12.94    | 3 q       | 13.28            | 8                | Gick inte vidare | Gick inte vidare |

Fältgrenar
| Idrottare             | Gren          | Kval  | Kval      | Final            | Final            |
| Idrottare             | Gren          | Längd | Placering | Längd            | Placering        |
| --------------------- | ------------- | ----- | --------- | ---------------- | ---------------- |
| Karin Melis Mey       | Längdhopp     | 6.42  | 24        | Gick inte vidare | Gick inte vidare |
| Sviatlana Sudak Torun | Släggkastning | 68.22 | 18        | Gick inte vidare | Gick inte vidare |

## Judo
Herrar
| Idrottare    | Gren              | Inledande omgång     | Sextondelsfinal           | Åttondelsfinal       | Kvartsfinal          | Semifinal            | Återkval 1           | Återkval 2           | Återkval 3           | Final / BM           | Final / BM       |
| Idrottare    | Gren              | Motståndare Resultat | Motståndare Resultat      | Motståndare Resultat | Motståndare Resultat | Motståndare Resultat | Motståndare Resultat | Motståndare Resultat | Motståndare Resultat | Motståndare Resultat | Placering        |
| ------------ | ----------------- | -------------------- | ------------------------- | -------------------- | -------------------- | -------------------- | -------------------- | -------------------- | -------------------- | -------------------- | ---------------- |
| Sezer Huysuz | Lättvikt (-73 kg) | BYE                  | Iverson (AUS) W 1000–0000 | Si (CHN) L 0001–0010 | Gick inte vidare     | Gick inte vidare     | Gick inte vidare     | Gick inte vidare     | Gick inte vidare     | Gick inte vidare     | Gick inte vidare |

## Segling
Herrar
| Seglare                | Gren  | Lopp | Lopp | Lopp | Lopp | Lopp | Lopp | Lopp | Lopp | Lopp | Lopp | Lopp | Summerad poäng | Finalplacering |
| Seglare                | Gren  | 1    | 2    | 3    | 4    | 5    | 6    | 7    | 8    | 9    | 10   | M*   | Summerad poäng | Finalplacering |
| ---------------------- | ----- | ---- | ---- | ---- | ---- | ---- | ---- | ---- | ---- | ---- | ---- | ---- | -------------- | -------------- |
| Ertuğrul İçingir       | RS:X  | DSQ  | 28   | 15   | 19   | 27   | 19   | 12   | 23   | 23   | 6    | EL   | 172            | 22             |
| Kemal Muslubaş         | Laser | 4    | 42   | 27   | 19   | 15   | 27   | 7    | 15   | 32   | CAN  | EL   | 146            | 18             |
| Deniz Çınar Ateş Çınar | 470   | 23   | 13   | 26   | 22   | 22   | 23   | 26   | 21   | 28   | 22   | EL   | 198            | 28             |

M = Medaljlopp; EL = Eliminerad – gick inte vidare till medaljloppet;
Damer
| Seglare          | Gren | Lopp | Lopp | Lopp | Lopp | Lopp | Lopp | Lopp | Lopp | Lopp | Lopp | Lopp | Summerad poäng | Finalplacering |
| Seglare          | Gren | 1    | 2    | 3    | 4    | 5    | 6    | 7    | 8    | 9    | 10   | M*   | Summerad poäng | Finalplacering |
| ---------------- | ---- | ---- | ---- | ---- | ---- | ---- | ---- | ---- | ---- | ---- | ---- | ---- | -------------- | -------------- |
| Sedef Köktentürk | RS:X | 26   | 25   | 26   | 27   | 28   | 24   | 24   | DNF  | 27   | 25   | EL   | 242            | 27             |

M = Medaljlopp; EL = Eliminerad – gick inte vidare till medaljloppet;
Öppen
| Ali Kemal Tüfekçi | Finnjolle | 20 | 21 | 13 | 18 | 14 | 19 | 6 | 17 | CAN | CAN | EL | 107 | 20 |

M = Medaljlopp; EL = Eliminerad – gick inte vidare till medaljloppet;

## Simning
- Huvudartikel: Simning vid olympiska sommarspelen 2008

## Skytte
- Huvudartikel: Skytte vid olympiska sommarspelen 2008

## Taekwondo
Herrar
| Idrottare       | Gren             | Åttondelsfinal    | Kvartsfinal      | Semifinal                     | Final                       | Placering |
| --------------- | ---------------- | ----------------- | ---------------- | ----------------------------- | --------------------------- | --------- |
| Servet Tazegül  | Herrarnas −68 kg | Viera (CUB) W 4–3 | Son (KOR) L 0–1  | Repechage Bekkers (NED) W 3–2 | Repechage Lopez (PER) W 1–0 |           |
| Bahri Tanrıkulu | Herrarnas −80 kg | Lopez (USA) L 0–3 | Gick inte vidare | Gick inte vidare              | Gick inte vidare            | 9         |

Damer
| Idrottare       | Gren            | Åttondelsfinal      | Kvartsfinal       | Semifinal          | Final            | Placering |
| --------------- | --------------- | ------------------- | ----------------- | ------------------ | ---------------- | --------- |
| Azize Tanrıkulu | Damernas −57 kg | Elaine (MAS) W 7–4  | Lopez (USA) W 2–1 | Zubčić (CRO) W 5–3 | Lim (KOR) L 0–1  |           |
| Sibel Güler     | Damernas −67 kg | Sánchez (ARG) L 0–4 | Gick inte vidare  | Gick inte vidare   | Gick inte vidare | 9         |

## Tyngdlyftning
- Huvudartikel: Tyngdlyftning vid olympiska sommarspelen 2008